# Ptahchepsès Ier
Pour les articles homonymes, voir Ptahchepsès.
Ptahchepsès a été un grand prêtre de Ptah de Memphis pendant le règne de Chepseskaf (IVe dynastie).
À ce titre il portait également le titre de chef des secrets de tous les travaux qu'il plaisait au roi de faire, sorte d'architecte en chef, assistant son souverain et le vizir dans la réalisation des grands travaux du règne comme notamment l'édification de la tombe royale.

## Carrière

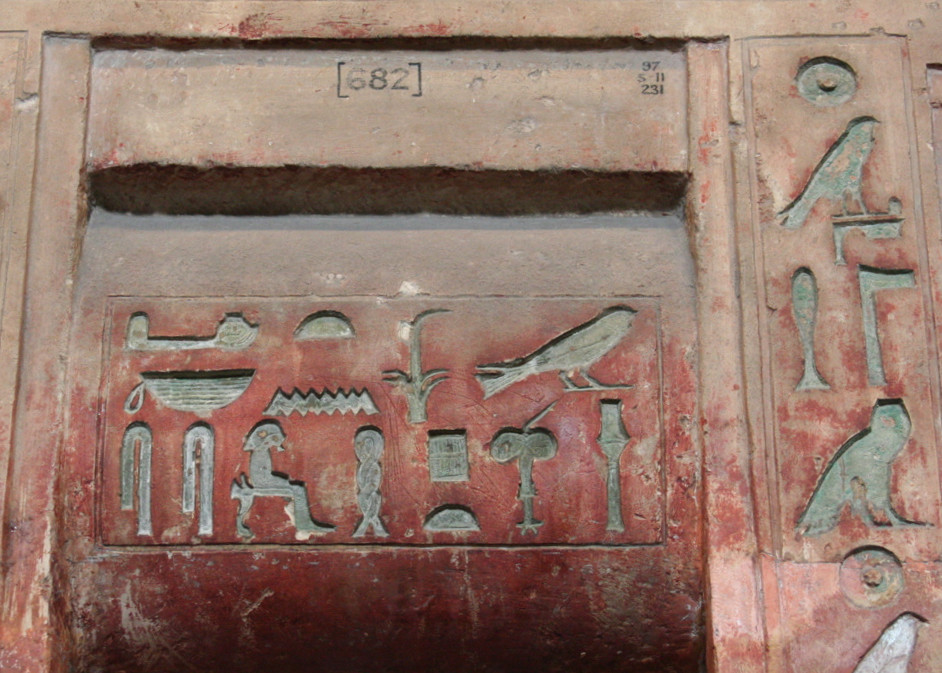
Le nom en hiéroglyphe de Ptahchepsès précédé de son titre de grand prêtre de Ptah

La vie et la carrière de Ptahchepsès nous sont connues grâce à la grande stèle fausse-porte retrouvée dans son mastaba à Saqqarah. 
Il est probablement issu d'une famille de noble ascendance car dès son enfance, Ptahchepsès est élevé à la cour parmi les enfants royaux. Cette éducation de premier choix lui permet d'accéder rapidement à de hautes fonctions administratives puis religieuses. Ptahchepsès a eu une vie d'une exceptionnelle longévité accompagnant les règnes de six souverains pendant plus de cinquante ans, accumulant au cours des ans les charges et les honneurs. 
Favori du roi, il épouse une princesse de sang royal, Khâmaât faisant de lui le gendre du roi et l'une des personnalités clefs du royaume.
Ses titres indiquent de nombreuses fonctions cléricales dans les différents sanctuaires de la région et de la capitale du royaume participant aux grandes cérémonies rituelles, accompagnant le roi dans la grande barque Outesh-Netjerou qui transportait les dieux lors des grandes fêtes du royaume, les pèlerinages officiels ou les cérémonies liées au couronnement et aux jubilés royaux.
Le premier et le plus élevé de ses titres était le plus grand chef (ou directeur) des artisans dans la double maison du grand château de Ptah. En tant que tel il était très lié à la famille royale et procédait au couronnement du roi ainsi que tous les rites qui rythmaient les grandes étapes de la royauté.
Il assurait la direction du temple de Sokaris le dieu des nécropoles et était le gouverneur de tous les domaines en Égypte rattachés au grand temple de Ptah. Il était également prêtre de Rê sous sa forme d'Hor-em-akhet, c’est-à-dire d'Horus dans l'Horizon, dans les temples solaires de Sahourê, Néferirkarê Kakaï et Niouserrê dont les noms figurent sur la grande stèle fausse-porte de son mastaba. 
Il est probable également qu'il ait conservé sa charge de grand prêtre pendant toute la période couverte par ces différents règnes.
Il est le premier grand pontife memphite à bénéficier d'un tombeau aussi développé et dont on ait retrouvé la trace, révélant ainsi sa personnalité et une brillante carrière qui a accompagné plusieurs règnes assurant la transition entre la IVe et la Ve dynastie.

## Sépulture

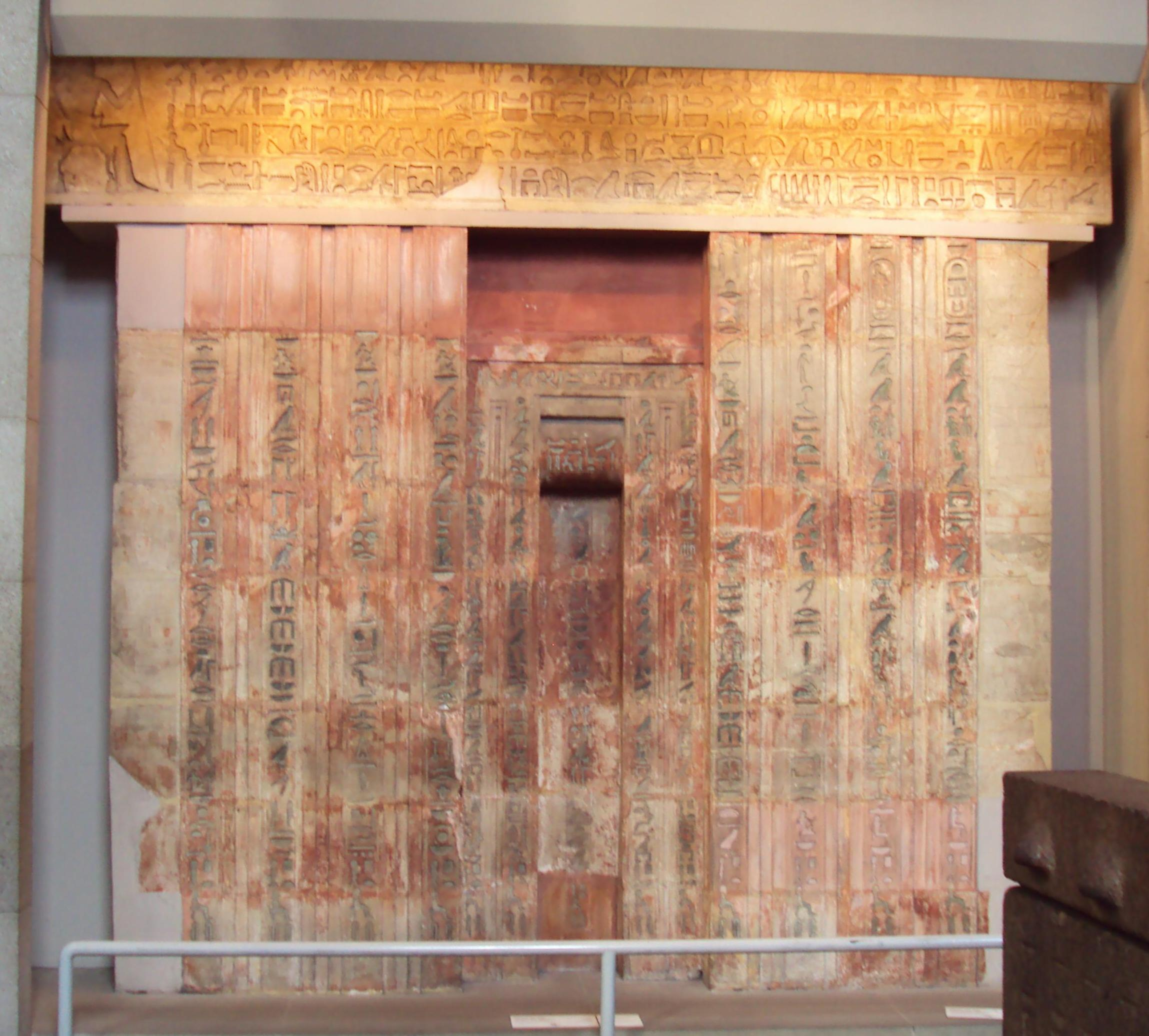
Stèle fausse-porte de Ptahchepsès Ier provenant de son mastaba de Saqqarah - British Museum

Le mastaba de Ptahchepsès a été retrouvé à Saqqarah par Auguste Mariette. Son emplacement est situé au nord de la pyramide de Djéser, juste au sud d'un hypogée baptisé « la tombe des bœufs » et non loin d'un autre baptisé lui « la tombe des oiseaux », deux tombeaux catacombes enfermant des momies d'animaux et essentiellement utilisés à la Basse époque.
Édifié en pierre, ce mastaba présente un plan rectangulaire avec près de vingt huit mètres de longueur pour vingt un de large. Les murs accusent un fruit produit par le retrait progressif de chaque assise jusqu'au sommet plat de l'édifice. Sa façade orientale comporte une unique porte à laquelle on accédait par un portique. Cette porte donne sur la salle de culte du défunt ainsi que le serdab, qui communiquait avec la salle principale par une étroite fenêtre. 
Il est probable que des statues du grand prêtre en provienne, le Musée égyptien du Caire possédant deux statues au nom d'un grand prêtre de Ptah Ptahchepsès. Toutes les deux figurent le grand prêtre assis avec ses titres et son nom.
La tombe de Ptahchepsès a également livré deux monuments d'importance qui ont été tous les deux prélevés en raison des textes qui les recouvrent :
- le linteau de la porte d'entrée du mastaba, exposé au Musée du Caire, qui outre les formules laudatives classiques destinées à assurer la survie du défunt, nous indique qu'il épousa la princesse Khâmaât, fille de Chepseskaf pendant le règne duquel il fut promu à la plus haute fonction du clergé memphite ;
- la stèle fausse-porte qui est actuellement conservée au British Museum. Il s'agit d'une grande stèle de calcaire peinte en rouge, imitant ainsi le granite, dont les hiéroglyphes sont peints dans un bleu vert qui contraste nettement avec l'ensemble. Cette stèle nous apprend que Ptahchepsès est né sous Mykérinos et qu'il fut éduqué avec les princes royaux. Seuls les noms de Mykérinos et de Chepseskaf subsistent sur les deux colonnes à l'extrémité droite de la stèle mais les autres colonnes de textes hiéroglyphiques, qui se trouvent sur la partie gauche du monument brisé à l'endroit où apparaissaient les cartouches royaux, indiquent clairement que Ptahchepsès fut au service de cinq autres souverains que l'on peut raisonnablement placer à la suite de Chepseskaf[10]. Les hiéroglyphes sont reproduits dans leur intégralité par Auguste Mariette[11]. Les inscriptions – de droite à gauche – sont reproduites dans Inscriptions hiéroglyphiques copiées en Égypte pendant la mission scientifique de M. le Vicomte Emmanuel de Rougé (1877), Études égyptologiques, dixième livraison, planches LXXIX-LXXXI. Breasted (1906) n’a traduit à partir des travaux de Rougé que les huit inscriptions verticales, les plus extérieures (vol. I, p.115-118), au lieu des douze dessinées par Rougé, au sein desquelles on observe curieusement une inversion de symétrie verticale de chaque hiéroglyphe par rapport à la stèle exposée de nos jours). Rougé n’a pas dessiné les inscriptions du bandeau vertical central et il n’a livré que l’intégralité de celles de la ligne la plus basse du linteau principal, ce qui peut servir à compléter l’actuelle partie manquante sur la stèle exposée.

L'ensemble de ces éléments permettent à la fois d'illustrer la vie de ce grand prêtre qui dès son enfance faisait partie du cercle intime de la royauté, et, par la présence des deux titulatures subsistantes, de valider l'ordre de succession de la fin de la IVe dynastie.
De même, si les noms des autres souverains n'ont pas survécu, il semblait séduisant et tout à fait probant de les interpréter comme ceux de la Ve dynastie, cités dans leur ordre de succession.
Or, récemment un nouveau bloc a été identifié comme appartenant à la stèle de Ptahchepsès. Ce bloc de calcaire était archivé dans les réserves du musée de l'Institut Oriental de Chicago ; il porte les cartouches de Ouserkaf et de Sahourê, les deux premiers pharaons de la Ve dynastie et s'ajuste parfaitement à la stèle du British Museum. Il vient ainsi compléter deux des cinq colonnes aux inscriptions qui jusqu'ici ne pouvaient être lues que partiellement. Cette découverte muséographique assure de cette façon l'hypothèse d'une liste royale officielle qui est sans doute la plus ancienne parmi les listes dont nous disposions jusqu'à présent pour cette période charnière de l'Ancien Empire. Elle permet également par déduction de compléter les trois cartouches manquants des trois dernières colonnes de la biographie de Ptahchepsès qui vécut alors exceptionnellement vieux pour son époque.
Les égyptologues pensent donc que Ptahchepsès acheva sa longue carrière sous le règne de Niouserrê ou un peu avant. Cette interprétation favorise également l'idée que la transition entre les deux dynasties s'est effectuée sans difficultés majeures, les institutions étatiques et religieuses assurant la continuité. Continuité parfaitement illustrée par la brillante et longue carrière de Ptahchepsès qui en tant que grand prêtre de Memphis et parent de la famille royale éclaire quelque peu cette période de transition et les liens qui unissaient ces deux dynasties avec le clergé memphite.